# Afrotingis
Afrotingis is een geslacht van wantsen uit de familie van de Tingidae (Netwantsen). Het geslacht werd voor het eerst wetenschappelijk beschreven door Drake & Hill in 1964.

## Soorten
Het genus bevat de volgende soorten:

- Afrotingis elachys (Drake & Ruhoff, 1961)
- Afrotingis eumenes Drake & Hill, 1964
- Afrotingis mboloko Linnavuori, 1977
- Afrotingis phanuelii Livingstone & Jeyanthibai, 1994